# Salvador de Horta
Salvador de Horta (Santa Coloma de Farnés, diciembre de 1520-Cagliari, 18 de marzo de 1567) fue un religioso franciscano español y popular hacedor de milagros, venerado como santo de la Iglesia católica que celebra su memoria litúrgica el 18 de marzo.

## Biografía
El futuro santo nació en Santa Coloma de Farnés, un día de diciembre de 1520. De nombre Salvador Pladevall y Bien, nació en el hospital de la villa, donde sus padres eran siervos.
En 1534 quedó huérfano y se trasladó a Barcelona, donde ejerció diferentes oficios (entre ellos el de zapatero) para mantenerse a sí mismo y a su hermana Blasa. Al casarse su hermana, el joven Salvador pudo hacer realidad su deseo de dedicarse a la vida religiosa. Tras una estancia en el monasterio benedictino de Montserrat, el 3 de mayo de 1541 entró en el convento franciscano barcelonés de Santa María de Jesús, donde tomó el nombre fray Salvador. En 1542 profesó la orden y fue enviado al convento de Tortosa.
Posteriormente fue enviado a otros conventos, entre los cuales figuran el de Bellpuig, Horta de San Juan, donde permaneció doce años, de 1547 a 1559, Reus y Madrid, donde fue recibido por el rey Felipe II, a quien según los testigos se dirigió en catalán. Ejerció siempre las tareas más humildes y fatigosas, como por ejemplo de portero o cocinero. Mientras tanto, también recibía continuas visitas, ya que tenía fama de taumaturgo y se comentaba que podía obrar milagros. Esta fama de Salvador incomodaba a sus cofrades y a sus superiores, por lo cual fue objeto de continuos traslados de un convento a otro. Precisamente fue procesado por la Inquisición en Barcelona a causa de sus milagros, pero fue absuelto de los cargos y no recibió castigo alguno.
Su último destino fue el convento de Santa María de Jesús en Cagliari (Cerdeña), a donde llegó en noviembre de 1565. Allí desempeñó las funciones de cocinero y continuó realizando prodigios y milagros. En este convento murió en olor de santidad a causa de una enfermedad el 18 de marzo de 1567.

## Canonización y culto
Fray Salvador de Horta fue beatificado, bajo petición de Felipe III, el 15 de febrero de 1606 por el papa Paulo V. El 17 de abril de 1938 fue canonizado por Pío XI.
Las reliquias del santo se conservaron inicialmente en el convento de Santa María de Jesús, en Cagliari, donde murió. En 1607 se le extrajo el corazón, que fue llevado al convento franciscano de San Pedro de Silki, cerca de Sassari.
En 1718, a consecuencia de la demolición de Santa María de Jesús, los restos del santo fueron trasladados en primer lugar a la iglesia de San Mauro en Cagliari, en el barrio de Vilanova (donde todavía se conserva una reliquia y el cofre de piedra que contenía el cuerpo) y, desde allí, en 1758, a la iglesia de Santa Rosalía, en la misma ciudad. Santa Rosalía de Cagliari es el principal santuario de san Salvador, donde se expone su cuerpo en una caja de cristal bajo el altar mayor para la veneración de sus fieles.

### Leyenda del milagro de la niña muda
Uno de los milagros más conocidos del santo relata que un día un matrimonio venido de Castilla a Horta de San Juan le pidió que curase a su hija, sordomuda de nacimiento. El fraile así lo hizo, y la niña empezó inmediatamente a hablar. Los padres comentaron al religioso que no entendían lo que ésta decía, ya que solo lo hacía en catalán. Su respuesta fue que la niña hablaba en esta lengua porque se encontraba en Cataluña pero que, en el preciso momento en que regresasen a su región, lo haría en castellano. Este es el motivo de que haya sido un santo reivindicado por algunas tendencias nacionalistas catalanas.